# Stegophilus insidiosus
Stegophilus insidiosus är en fiskart som beskrevs av Reinhardt, 1859. Stegophilus insidiosus ingår i släktet Stegophilus och familjen Trichomycteridae. Inga underarter finns listade i Catalogue of Life.